# Лукин, Дмитрий Сергеевич
Лукин Дмитрий Сергеевич (6 октября 1937 — 21 августа 2024) — учёный-радиофизик, лауреат Государственной премии СССР, заслуженный деятель науки России, доктор физико-математических наук, профессор, возглавлял кафедру телекоммуникаций, средств связи и информационных систем в экономике и управлении (межвузовская кафедра МФТИ — РосНОУ).

## Профессиональная деятельность
- 1962 — закончил радиотехнический факультет Московского физико-технического института.
- 1966 — получил степень кандидата физико-математических наук.
- 1968 — получил звание доцента.
- 1985 — получил степень доктора физико-математических наук.
- 1986 — получил звание профессора.
- 1990 — стал лауреатом Государственной премии СССР.
- 1996 — получил звание заслуженного деятеля науки РФ.

Умер 23 августа 2024 года в возрасте 86 лет.

## Научная деятельность
- Создал научную школу в области дифракции и распространения радиоволн. Ядро научной школы образовали его ученики — В. А. Зернов, А. С. Крюковский, Е. А. Палкин, Т. В. Дорохина, Е. Б. Ипатов, Д. В. Растягаев, П. П. Савченко, Ю. Г. Спиридонов и другие.
- Создал новое научное направление в радиофизике — волновую теорию катастроф.
- 2014 — вошёл в «Топ 100 самых цитируемых российских учёных по данным РИНЦ: Математика»  Архивная копия от 31 марта 2016 на Wayback Machine с индексом Хирша — 22